# Villanueva de Omaña
Villanueva de Omaña es una localidad perteneciente al municipio de Murias de Paredes, en la provincia de León, comunidad autónoma de Castilla y León, España. Actualmente cuenta con una población de 26 habitantes.
Villanueva de Omaña celebra su fiesta grande el 24 de junio, en San Juan.
También se pueden destacar sus casas tradicionales que aun se han conservado y siguen en pie.

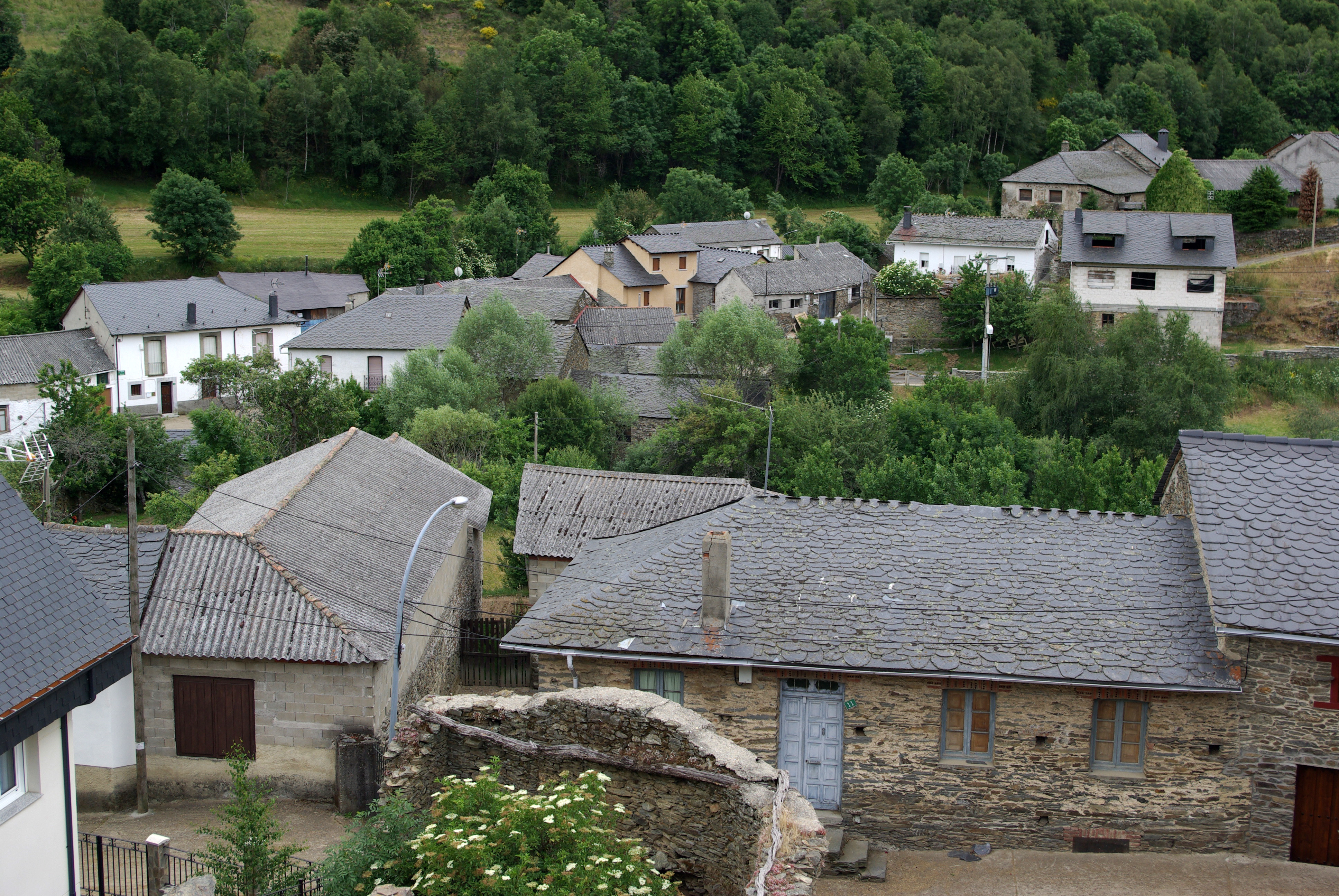
Villanueva de Omaña

Villanueva de Omaña, con tan solo 26 habitantes censados, forma parte del municipio de Murias de Paredes, situado en la comarca leonesa de Omaña. Este encantador pueblo se encuentra dentro del espacio protegido de la Reserva de la Biosfera Valles de Omaña y Luna. Su primera mención documental data de 1175, en un registro de una donación de tierras en el paraje de Pomeda, donde brota el manantial que abastece de agua potable a la localidad.
Patrimonio Arquitectónico y Cultural
Entre los elementos más destacados de su patrimonio arquitectónico y cultural se encuentran:
La iglesia parroquial de San Juan Bautista, el patrón del pueblo.
Un molino restaurado, que vale la pena visitar.
La lechería, que ha sido reconvertida en un local social.
Una ermita y varias casas de arquitectura tradicional, de las cuales dos presentan blasones que datan de principios del siglo XVIII.
El antiguo potro de herrar.
Patrimonio Natural
El patrimonio natural más significativo de Villanueva de Omaña es el Valle del Río Pequeño, que alberga una notable joya botánica: el acebal de "Acebos", reconocido como uno de los más extensos de la provincia de León.
Economía y Desarrollo
Tradicionalmente, la economía del pueblo se ha centrado en la agricultura y la ganadería. Sin embargo, la población actual, mayoritariamente compuesta por pensionistas y sin relevo generacional, ha visto una disminución en estas actividades, con solo una familia aún dedicada a la explotación ganadera de vacas de leche.
A pesar de estos desafíos, recientemente se ha establecido una granja de gallinas ecológicas para la producción de huevos, liderada por una vecina emprendedora. Este proyecto pionero ha permitido que estas sean las primeras gallinas ecológicas de la provincia y las únicas que se crían en España en alta montaña, a una altitud de 1181 metros.